# Eumyndus perinetensis
Eumyndus perinetensis är en insektsart som beskrevs av Synave 1965. Eumyndus perinetensis ingår i släktet Eumyndus och familjen kilstritar.
Artens utbredningsområde är Madagaskar. Inga underarter finns listade i Catalogue of Life.